# Абруд-Сат
Абруд-Сат (рум. Abrud-Sat) — село у повіті Алба в Румунії. Адміністративно підпорядковане місту Абруд.
Село розташоване на відстані 313 км на північний захід від Бухареста, 46 км на північний захід від Алба-Юлії, 68 км на південний захід від Клуж-Напоки.

## Населення

### Перепис 1930
Національний склад населення за даними перепису 1930 року у Румунії:
| Національність | Кількість осіб | Відсоток |
| -------------- | -------------- | -------- |
| румуни         | 4525           | 97,23 %  |
| угорці         | 95             | 2,04 %   |
| цигани         | 25             | 0,54 %   |
| німці          | 3              | 0,06 %   |
| росіяни        | 3              | 0,06 %   |
| чехи, словаки  | 2              | 0,04 %   |
| вірмени        | 1              | 0,02 %   |

Мовний склад населення за даними перепису 1930 року:
| Мова              | Кількість осіб | Відсоток |
| ----------------- | -------------- | -------- |
| румунська         | 4547           | 97,70 %  |
| угорська          | 87             | 1,87 %   |
| циганська         | 13             | 0,28 %   |
| російська         | 4              | 0,09 %   |
| німецька          | 2              | 0,04 %   |
| чеська, словацька | 1              | 0,02 %   |

### Перепис 2002
За даними перепису населення 2002 року у селі проживали 920 осіб. Рідною мовою 916 осіб (99,6 %) назвали румунську.
Національний склад населення села:
| Національність | Кількість осіб | Відсоток |
| -------------- | -------------- | -------- |
| румуни         | 905            | 98,4 %   |
| роми           | 10             | 1,1 %    |

## Персоналії
- Іон Русу Абрудяну[ro] (1870—1934) — румунський публіцист, політик, депутат і сенатор.
- Лайош Естергар[hu] (1894—1978) — угорський юрист, міський радник, мер міста Печ.